# Dmitri Galiamine
Dmitri Aleksandrovitch Galiamine (russe : Дмитрий Александрович Галямин),  né le 8 janvier 1963 à Moscou en URSS, est un footballeur international russe, aujourd'hui reconverti en entraîneur.

## Biographie

### Joueur
Galiamine joue 29 matchs en première division espagnole avec le club de l'Espanyol Barcelone.

### Équipe nationale
Galiamine est sélectionné 12 fois en équipe d'URSS. Il reçoit également une sélection avec l'équipe de la CEI. Il joue enfin à six reprises pour l'équipe de Russie. 
Il joue son premier match en équipe nationale le 23 novembre 1990 contre l'équipe de Trinité et Tobago et son dernier le 24 juin 1994 contre la Suède lors du mondial.
Il dispute la Coupe du monde 1994 organisée aux États-Unis. Lors de cette compétition, il joue un match face à la Suède.

## Statistiques
| Saison                | Club                  | Championnat           | Championnat | Championnat | Coupe(s) nationale(s) | Coupe(s) nationale(s) | Compétition(s) continentale(s) | Compétition(s) continentale(s) | Compétition(s) continentale(s) | Total | Total |
| Saison                | Club                  | Division              | M.          | B.          | M.                    | B.                    | Comp.                          | M.                             | B.                             | M.    | B.    |
| 1981                  | CSKA Moscou           | D1                    | 2           | 0           | -                     | -                     | -                              | -                              | -                              | 2     | 0     |
| 1982                  | CSKA Moscou           | D1                    | 19          | 0           | -                     | -                     | -                              | -                              | -                              | 19    | 0     |
| 1983                  | CSKA Moscou           | D1                    | 27          | 0           | -                     | -                     | -                              | -                              | -                              | 27    | 0     |
| 1984                  | CSKA Moscou           | D1                    | 29          | 1           | 3                     | 2                     | -                              | -                              | -                              | 32    | 3     |
| 1985                  | CSKA Moscou           | D2                    | 42          | 0           | 3                     | 1                     | -                              | -                              | -                              | 45    | 1     |
| 1986                  | CSKA Moscou           | D2                    | 44          | 0           | 3                     | 0                     | -                              | -                              | -                              | 47    | 0     |
| 1987                  | CSKA Moscou           | D1                    | 25          | 0           | 8                     | 0                     | -                              | -                              | -                              | 33    | 0     |
| 1988                  | CSKA Moscou           | D2                    | 34          | 0           | 1                     | 0                     | -                              | -                              | -                              | 35    | 0     |
| 1989                  | CSKA Moscou           | D2                    | 32          | 0           | 4                     | 0                     | -                              | -                              | -                              | 36    | 0     |
| 1990                  | CSKA Moscou           | D1                    | 23          | 0           | 6                     | 0                     | -                              | -                              | -                              | 29    | 0     |
| 1991                  | CSKA Moscou           | D1                    | 21          | 2           | 5                     | 0                     | C2                             | 2                              | 0                              | 28    | 2     |
| Sous-total            | Sous-total            | Sous-total            | 298         | 3           | 33                    | 3                     | -                              | 2                              | 0                              | 333   | 6     |
| 1991-1992             | Espanyol Barcelone    | D1                    | 15          | 0           | -                     | -                     | -                              | -                              | -                              | 15    | 0     |
| 1992-1993             | Espanyol Barcelone    | D1                    | 14          | 0           | 2                     | 0                     | -                              | -                              | -                              | 16    | 0     |
| 1993-1994             | Espanyol Barcelone    | D2                    | 27          | 0           | 7                     | 0                     | -                              | -                              | -                              | 34    | 0     |
| Sous-total            | Sous-total            | Sous-total            | 56          | 0           | 9                     | 0                     | -                              | -                              | -                              | 65    | 0     |
| 1994-1995             | CD Mérida             | D2                    | 8           | 0           | 2                     | 0                     | -                              | -                              | -                              | 10    | 0     |
| Total sur la carrière | Total sur la carrière | Total sur la carrière | 362         | 3           | 44                    | 3                     | -                              | 2                              | 0                              | 408   | 6     |

## Palmarès
- Avec le CSKA Moscou
  - Champion d'URSS en 1991
  - Vainqueur de la Coupe d'URSS en 1991